# Ólafur Þórðarson
Ólafur Þórðarson (ur. 22 sierpnia 1965) – islandzki piłkarz grający na pozycji pomocnika. W swojej karierze rozegrał 72 mecze w reprezentacji Islandii i strzelił w niej 5 goli.

## Kariera klubowa
Karierę piłkarską Þórðarson rozpoczął w klubie Akraness. W 1983 roku zadebiutował w nim w pierwszej lidze islandzkiej. W latach 1983 i 1984 wywalczył z Akranes dwa tytuły mistrza Islandii. W tych samych latach wygrywał również rozgrywki Pucharu Islandii.
W 1989 roku Þórðarson przeszedł do norweskiego klubu SK Brann. Spędził w nim dwa sezony. Na początku 1991 roku został zawodnikiem Lyn Fotball, w którym występował do końca sezonu 1992.
W 1993 roku Þórðarson wrócił do Islandii, do ÍA Akranes. W latach 1993, 1994, 1995 i 1996 wywalczył z Akranes kolejne tytuły mistrza Islandii. W 1993 i 1996 roku zdobył też krajowy puchar, a w 1995 roku został dodatkowo mianowany Piłkarzem Roku w Islandii. W 1998 roku odszedł do Fylkir, w którym grał także w 1999 roku. W latach 2000–2002 ponownie był zawodnikiem ÍA Akranes. W 2000 roku zdobył Puchar Islandii, a w 2001 roku - mistrzostwo kraju. W zespole Akranes zakończył karierę.
| Sezon | Klub        | Kraj     | Rozgrywki   | Mecze | Bramki |
| ----- | ----------- | -------- | ----------- | ----- | ------ |
| 1983  | Akraness    | Islandia | 1. deild    | 14    | 1      |
| 1984  | Akraness    | Islandia | 1. deild    | 6     | 0      |
| 1985  | Akraness    | Islandia | 1. deild    | 18    | 1      |
| 1986  | Akraness    | Islandia | 1. deild    | 17    | 2      |
| 1987  | Akraness    | Islandia | 1. deild    | 17    | 3      |
| 1988  | Akraness    | Islandia | 1. deild    | 17    | 2      |
| 1989  | SK Brann    | Norwegia | 1. divisjon | 19    | 5      |
| 1990  | SK Brann    | Norwegia | 1. divisjon | 21    | 1      |
| 1991  | Lyn Fotball | Norwegia | 1. divisjon | 18    | 2      |
| 1992  | Lyn Fotball | Norwegia | 1. divisjon | 10    | 0      |
| 1993  | Akraness    | Islandia | 1. deild    | 17    | 3      |
| 1994  | Akraness    | Islandia | 1. deild    | 14    | 2      |
| 1995  | Akraness    | Islandia | 1. deild    | 18    | 10     |
| 1996  | Akraness    | Islandia | 1. deild    | 17    | 1      |
| 1997  | Akraness    | Islandia | Úrvalsdeild | 18    | 3      |
| 1998  | Fylkir      | Islandia | Úrvalsdeild | 18    | 5      |
| 1999  | Fylkir      | Islandia | Úrvalsdeild | 14    | 1      |
| 2000  | Akraness    | Islandia | Úrvalsdeild | 2     | 0      |
| 2001  | Akraness    | Islandia | Úrvalsdeild | 10    | 0      |
| 2002  | Akraness    | Islandia | Úrvalsdeild | 1     | 0      |

## Kariera reprezentacyjna
W reprezentacji Islandii Þórðarson zadebiutował 1 sierpnia 1984 roku w zremisowanym 0:0 meczu Pucharu Grenlandii z Wyspami Owczymi, rozegranym w Thorshavn. W swojej karierze grał w: eliminacjach do Euro 88, MŚ 1990, Euro 92, MŚ 1994, Euro 96 i MŚ 1998. Od 1984 do 1996 roku rozegrał w kadrze narodowej 72 mecze i strzelił w nich 5 goli.

## Kariera trenerska
Po zakończeniu kariery piłkarskiej Þórðarson został trenerem. W latach 1998–1999 był grającym trenerem Fylkir, a w latach 1999-2006 prowadził Akraness. W 2003 roku doprowadził go do zdobycia Pucharu Islandii, Pucharu Ligi Islandzkiej i Superpucharu Islandii. W 2007 roku pracował we Fram, a w latach 2008-2011 - ponownie w Fylkirze. W 2011 roku objął Víkingur Reykjavík.